# Balón de Oro 2005

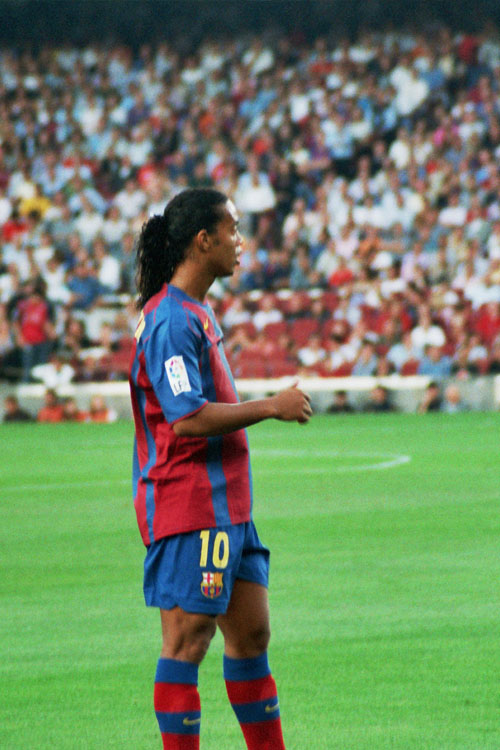
El jugador Ronaldinho Gaucho en un partido con el FC Barcelona.

La edición de 2005 del Balón de Oro, 50.ª edición del premio de fútbol creado por la revista francesa France Football, fue ganada por el brasileño Ronaldo de Assis Moreira, Ronaldinho (F. C. Barcelona).
El jurado estuvo compuesto por 52 periodistas especializados, de cada una de las asociaciones miembros de la UEFA: Albania, Alemania, Andorra, Armenia, Azerbaiyán, Austria, Bélgica, Bielorrusia, Bosnia-Herzegovina, Bulgaria, Chipre, Croacia, Dinamarca, Escocia, Eslovaquia, Eslovenia, España, Estonia, Finlandia, Francia, Gales, Georgia, Grecia, Hungría, Inglaterra, Irlanda, Irlanda del Norte, Islandia, Islas Feroe, Israel, Kazajistán, Italia, Letonia, Liechtenstein, Lituania, Luxemburgo, Macedonia, Malta, Moldavia, Noruega, Países Bajos, Polonia, Portugal, República Checa, Rumanía, Rusia, San Marino, Suecia, Suiza, Turquía, Ucrania y Yugoslavia.
El resultado de la votación fue publicado en el número 3112 de France Football, el 29 de noviembre de 2005.

## Sistema de votación
Cada uno de los miembros del jurado elige a los que a su juicio son los cinco mejores futbolistas del mundo que jueguen en una liga europea de una lista previa de 50 jugadores. El jugador elegido en primer lugar recibe cinco puntos, el elegido en segundo lugar cuatro puntos y así sucesivamente.
De esta forma, se repartieron 780 puntos, siendo 260 el máximo número de puntos que podía obtener cada jugador (en caso de que los 52 miembros del jurado le asignaran cinco puntos).

## Clasificación final
| Puesto | Jugador              | Equipo                            | Votos | Votos | Votos | Votos | Votos | Votos | Puntos (sobre 260) |
| Puesto | Jugador              | Equipo                            | 1º    | 2º    | 3º    | 4º    | 5º    | Total | Puntos (sobre 260) |
| ------ | -------------------- | --------------------------------- | ----- | ----- | ----- | ----- | ----- | ----- | ------------------ |
| 1º     | Ronaldinho           | F. C. Barcelona                   | 33    | 11    | 4     | 2     |       | 50    | 225                |
| 2º     | Frank Lampard        | Chelsea F. C.                     | 6     | 13    | 15    | 10    | 1     | 45    | 148                |
| 3º     | Steven Gerrard       | Liverpool F. C.                   | 8     | 18    | 7     | 3     | 3     | 39    | 142                |
| 4º     | Thierry Henry        | Arsenal F. C.                     | 2     | 1     | 6     | 3     | 3     | 15    | 41                 |
| 5º     | Andriy Shevchenko    | A. C. Milán                       |       | 3     | 3     | 4     | 4     | 14    | 33                 |
| 6º     | Paolo Maldini        | A. C. Milán                       | 1     | 1     | 2     | 1     | 6     | 11    | 23                 |
| 7º     | Adriano              | Inter de Milán                    |       |       | 4     | 2     | 6     | 12    | 22                 |
| 8º     | / Zlatan Ibrahimovic | Inter de Milán                    |       | 1     | 2     | 4     | 3     | 10    | 21                 |
| 9º     | Kaká                 | A. C. Milan                       |       | 2     | 1     | 4     |       | 7     | 19                 |
| 10º    | Samuel Eto'o         | F. C. Barcelona                   |       | 1     | 2     | 3     | 2     | 8     | 18                 |
| =      | John Terry           | Chelsea F. C.                     |       | 1     |       | 3     | 8     | 12    | 18                 |
| 12º    | Juninho Pernambucano | Olympique de Lyon                 |       |       | 1     | 3     | 6     | 10    | 15                 |
| 13º    | / Claude Makélélé    | Chelsea F. C.                     | 1     |       | 1     |       |       | 2     | 8                  |
| 14º    | Juan Román Riquelme  | Villarreal C. F.                  |       |       | 1     | 2     |       | 3     | 7                  |
| =      | Petr Čech            | Chelsea F. C.                     |       |       | 1     | 1     | 2     | 4     | 7                  |
| =      | Didier Drogba        | Chelsea F. C.                     |       |       | 1     | 1     | 2     | 4     | 7                  |
| =      | Michael Ballack      | F. C. Bayern Múnich               |       |       |       | 3     | 1     | 4     | 7                  |
| 18º    | Zinedine Zidane      | Real Madrid C. F.                 | 1     |       |       |       |       | 1     | 5                  |
| 19º    | Gianluigi Buffon     | Juventus F. C.                    |       |       |       | 1     | 2     | 3     | 4                  |
| 20º    | Jamie Carragher      | Liverpool F. C.                   |       |       | 1     |       |       | 1     | 3                  |
| =      | Cristiano Ronaldo    | Manchester United F. C.           |       |       |       | 1     | 1     | 2     | 3                  |
| =      | Michael Essien       | Olympique de Lyon / Chelsea F. C. |       |       |       | 1     |       | 1     | 2                  |
| 23.º   | Luis García          | Liverpool F. C.                   |       |       |       |       | 1     | 1     | 1                  |
| =      | Pavel Nedvěd         | Juventus F. C.                    |       |       |       |       | 1     | 1     | 1                  |

Los veintiséis jugadores que no recibieron ningún punto fueron los siguientes:
| Jugador             | Equipo                                     |
| ------------------- | ------------------------------------------ |
| David Beckham       | Real Madrid C. F.                          |
| Mauro Camoranesi    | Juventus F. C.                             |
| Fabio Cannavaro     | Juventus F. C.                             |
| Grégory Coupet      | Olympique de Lyon                          |
| Cris                | Olympique de Lyon                          |
| Deco                | F. C. Barcelona                            |
| Dida                | A. C. Milan                                |
| Emerson             | Juventus F. C.                             |
| Luís Figo           | Real Madrid C. F. / F. C. Internazionale   |
| Diego Forlán        | Villarreal C. F.                           |
| Roy Makaay          | F. C. Bayern Múnich                        |
| Michael Owen        | Real Madrid C. F. / Newcastle United F. C. |
| Park Ji-Sung        | PSV Eindhoven / Manchester United F. C.    |
| Andrea Pirlo        | A. C. Milan                                |
| Raúl González       | Real Madrid C. F.                          |
| Arjen Robben        | Chelsea F. C.                              |
| Roberto Carlos      | Real Madrid C. F.                          |
| Robinho             | Santos F. C. / Real Madrid C. F.           |
| Ronaldo             | Real Madrid C. F.                          |
| Wayne Rooney        | Manchester United F. C.                    |
| Lilian Thuram       | Juventus F. C.                             |
| David Trezeguet     | Juventus F. C.                             |
| Mark van Bommel     | PSV Eindhoven / F. C. Barcelona            |
| Ruud van Nistelrooy | Manchester United F. C.                    |
| Patrick Vieira      | Arsenal F. C. / Juventus F. C.             |
| Xavi Hernández      | F. C. Barcelona                            |